# Adam Johnson (écrivain)
Pour les articles homonymes, voir Adam Johnson et Adam Johnson (hockey sur glace).
Œuvres principales
- Des parasites comme nous
- La Vie volée de Jun Do

Adam Johnson, né le 12 juillet 1967 dans le Dakota du Sud, est un écrivain américain, auteur de nouvelles et de romans.
Son second roman, La Vie volée de Jun Do (The Orphan Master's Son, 2012) a été finaliste au National Book Critics Circle Award et a obtenu le prix Pulitzer de la fiction en 2013.

## Œuvres

### Romans
- Des parasites comme nous, Denoël, coll. « Lunes d'encre », 2006 ((en) Parasites Like Us, 2003), trad. Florence Dolisi  (ISBN 2-207-25536-0)
- La Vie volée de Jun Do, Denoël, coll. « Littérature étrangère », 2014 ((en) The Orphan Master's Son, 2012), trad. Antoine Cazé  (ISBN 978-2-8236-0050-6)

### Recueil de nouvelles
- Emporium, Denoël, coll. « Denoël & d'ailleurs », 2005 ((en) Emporium, 2002), trad. Michelle Charrier  (ISBN 2-207-25519-0)
- La Chance vous sourit, Albin Michel, coll. Terres d'Amérique, 2020 ((en) Fortune Smiles: Stories, 2015)  (ISBN 978-2-226-43780-8)